# Конвой Трук – Палау (20.04.43 – 26.04.43)
Конвой Трук — Палау (20.04.43 — 26.04.43) — японський конвой часів Другої світової війни, проведення якого відбувалось у квітні 1943.
Вихідним пунктом конвою був атол Трук у центральній частині Каролінських островів, де до лютого 1944-го були головна база японського ВМФ у Океанії та транспортний хаб, що забезпечував постачання до Рабаула (головна передова база в архіпелазі Бісмарка, з якої провадились операції на Соломонових островах та сході Нової Гвінеї) та Східної Мікронезії. Пунктом призначення став інший важливий транспортний хаб Палау на заході Каролінських островів, через який, зокрема, міг відбуватись зв'язок із нафтовидобувними регіонами Індонезії.
До складу конвою увійшов танкер-заправник «Кьоєй-Мару» (Kyoei Maru) і транспорти «Мейтен-Мару» та «Сансей-Мару», тоді як охорону забезпечував мисливець за підводними човнами CH-33.
Загін вийшов із бази 20 квітня 1943-го. На підходах до Труку та Палау традиційно діяли американські підводні човни, втім, цього разу перехід пройшов без інцидентів і 26 квітня конвой успішно прибув на Палау.
Можливо також відзначити, що невдовзі танкер вирушить до нафтовидобувного регіону Борнео у складі конвою № 2501, а «Сансей-Мару» попрямує в Японію з конвоєм P-516.